# Zock
Zock ou Zo'ok est un village du Cameroun, situé dans l'arrondissement (commune) de Deuk, le département du Mbam-et-Inoubou et la région du Centre.

## Population
En 1964, Zock comptait 504 habitants, principalement des Balom. Lors du recensement de 2005, on y a dénombré 902 personnes dont 375 pour Zock Kidoun et 527 pour Zock Montagne.